# Amt Ellar
Das Amt Ellar war ein zur Verwaltung eines herrschaftlichen Gebietes im Westerwald eingerichtete Amtsbereich, der zugleich auch für die Rechtsprechung zuständig war. Die 23 im ehemaligen Einzugsbereich heute noch bestehenden Orte liegen überwiegend im nordwestlichen Landkreis Limburg-Weilburg, Hessen im Übrigen im Westerwaldkreis, Rheinland-Pfalz.
Das Amt wurde im 14. Jahrhundert von den Grafen zu Katzenelnbogen, auf Grundlage eines alten Landgerichtes eingerichtet. Seit 1557 gehörte es vollständig zum Haus Nassau. Das Amt bestand mit Unterbrechungen bis 1816.
Sitz des Amtmanns war der Ort Ellar, der eine beschränkte städtische Entwicklung erlebte. Das Amt Ellar war reichsunmittelbares Lehen, für das auch die Bezeichnung Herrschaft Ellar, Vierzentisches Amt oder Herrschaft Vier Zente verwendet wurde.

## Geschichte

### Entwicklung (bis 1367)

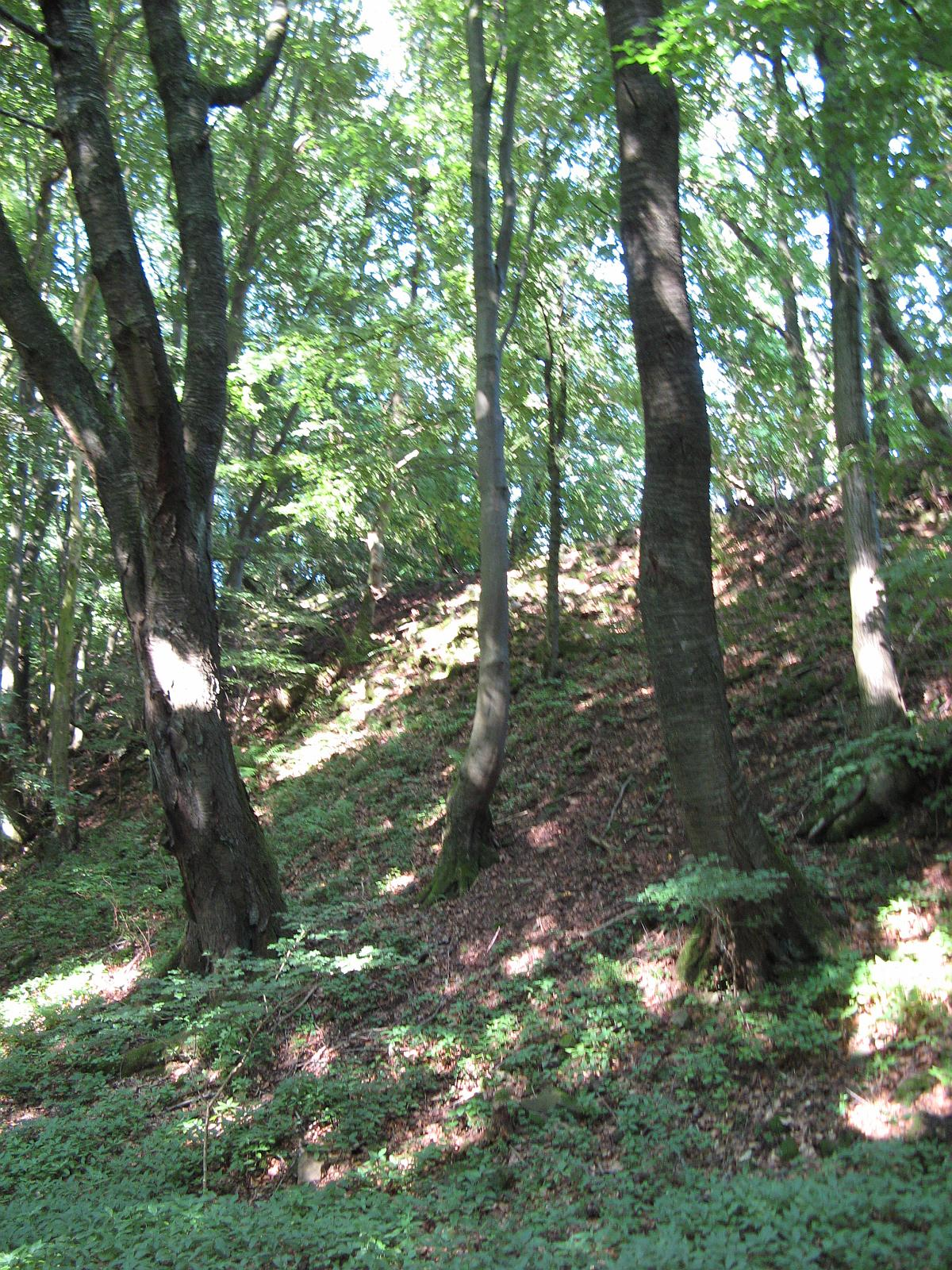
Rödchesmauer, Reste des ehemaligen Keltischen Oppidum auf der Dornburg

Bei der Region des Amts handelt es sich wahrscheinlich um ein vorgermanisches Siedlungsgebiet. Archäologische Funde zeigen eine Besiedlung seit etwa 1000 vor Christus an. Diese erlebte, mit dem Oppidum Dornburg, während der La-Tène-Zeit, einen ersten Höhepunkt.
Die Herrschaft Ellar lag in den zusammenhängenden Tälern des Elb-, Laster- und oberen Kerkerbachs, am südöstlichen Rand des Oberwesterwaldes. Mittelpunkt war das Hochgericht am Heidenhäuschen, um das sich die Zentgerichte Niederzeuzheim im Südwesten, Lahr im Osten und Bleseberg (Frickhofen) im Nordwesten gruppierten.
Im Zuge der Christianisierung wurde das alte heidnische Gericht zum Landgericht St. Maximinus umgewandelt. Gegen Ende der Karolingerzeit lag die Herrschaft Ellar im Niederlahngau des Herzogtums Franken. Von hier ging sie bereits vor dem 13. Jahrhundert an die Grafschaft Diez über. Die Grafen von Diez verlegten das Hochgericht nach Ellar.

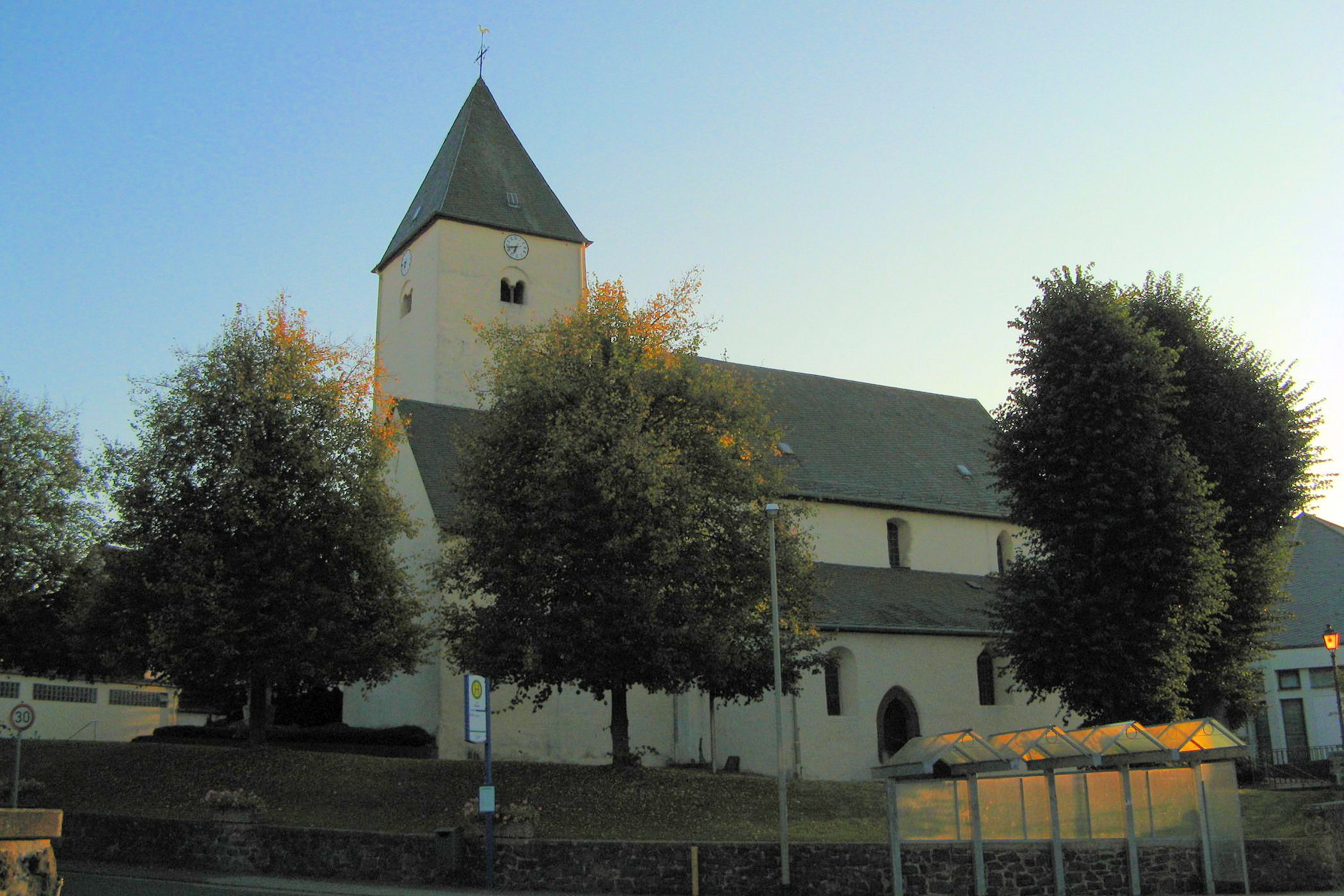
Die Kirche St. Johannes war Urkirche des Kirchspiels Lahr

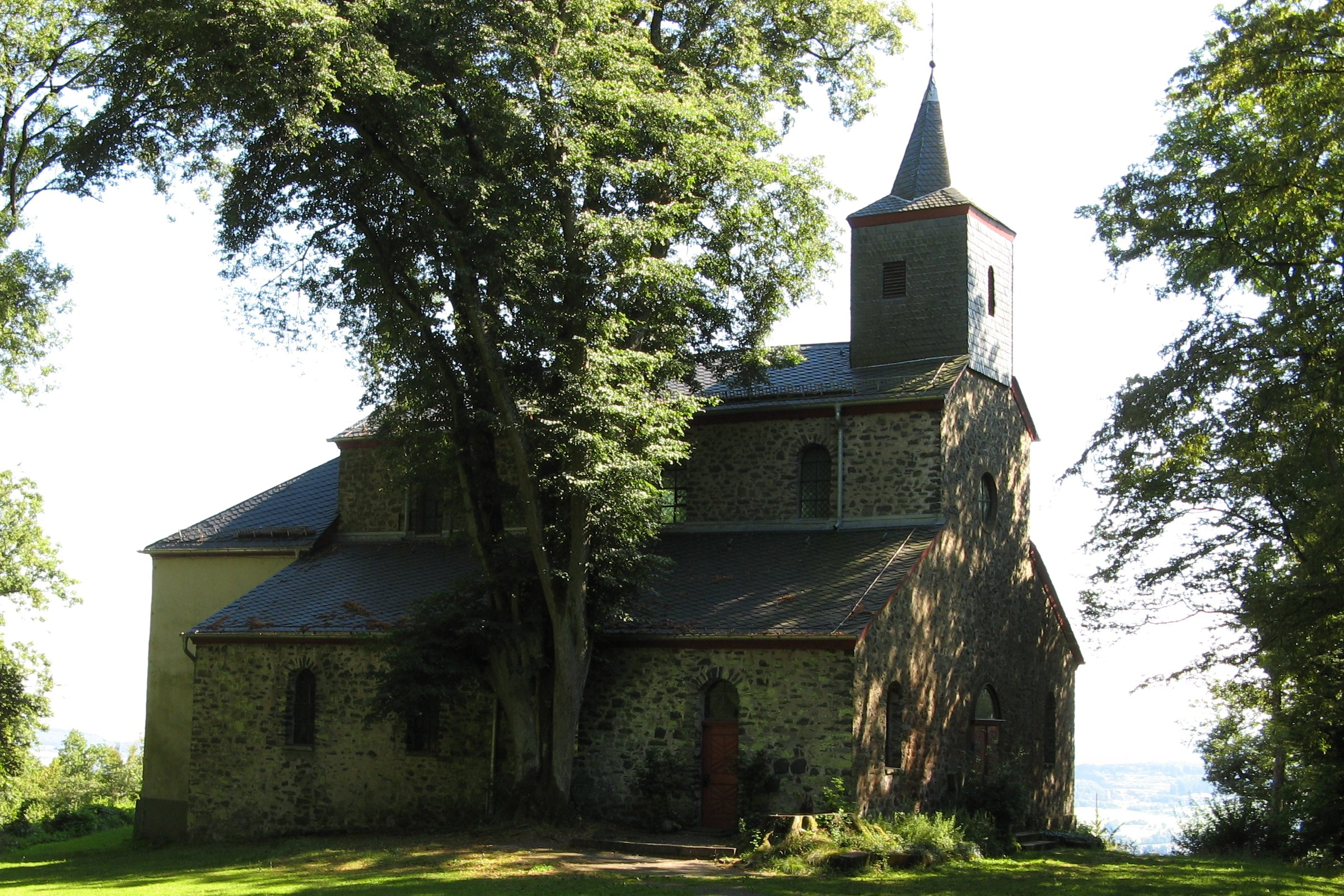
Die Blasiuskapelle war Urkirche des Kirchspiels Frickhofen

Die Zentgerichte waren dem Hoch-/Landgericht nachgeordnet. Daneben sind noch für die Orte Fussingen, Hausen, Lahr, Mühlbach, Thalheim, Niederzeuzheim, Oberzeuzheim gesonderte Hubengerichte nachweisbar. Die Bezirke der Urpfarreien waren ungefähr mit denen der Zentgerichte identisch. Das Gebiet wurde von verschiedenen Altstraßen von Mainz über Limburg nach Siegen durchquert.
Die Zent Elsoff gehörte wahrscheinlich nicht zum ursprünglichen Bereich des Hochgerichts, sondern wurde diesem Gebiet zu einem unbekannten Zeitpunkt angefügt. Dies erfolgte spätestens 1332, als mit Übergang der Hochgerichtsrechte über Hadamar an das Haus Nassau die Verbindung zwischen Elsoff und dem Grafenhaus Diez abriss. Bei der Verpfändung des Gebietes im Jahr 1337 war Vier Zente für das Amt Ellar ein stehender Begriff.
Ab dem Jahr 1315 war das Amt Ellar an die Herrschaft Merenberg verpfändet. Die Einlösung erfolgte vor 1333. Am 28. März 1337 verpfändete Graf Gottfried von Diez bzw. sein für ihn regierender Sohn Gerhard VI. das Gebiet erneut, diesmal an seinen ehemaligen Vormund Emicho von Nassau-Hadamar für 1450 Mark Limburger Geld. Die Einlösung erfolgte zwischen 1356 und 1362.
Am 24. Januar 1354 bekannten Godebrecht von Ermenrod und seine Frau Pauline, dass ihnen von Graf Johann von Nassau-Hadamar der Ort Ellar und das zugehörige Amt Ellar mit allen Orten übertragen wurde.
1367 trat die Grafschaft Diez das Amt Ellar pfandweise an die Grafschaft Katzenelnbogen ab. Dies geschah zur Sicherung der Mitgift für die Ehe zwischen Agnes von Diez und Eberhard V. von Katzenelnbogen. Weil es sich bei der Herrschaft Ellar um reichsunmittelbares Lehen handelte, wurde die Verpfändung durch Kaiser Karl IV. am ersten Februar 1368 bestätigt, damit sie rechtskräftig wurde.

### Grafschaft Katzenelnbogen (1367–1557)
Am 10. Juni 1372 erhielt der Ort, auf Bestreben der Grafen von Katzenelnbogen, durch Kaiser Karl IV. Limburger Stadtrechte. Der Ort wurde zum administrativen Mittelpunkt der Grafschaft Katzenelnbogen im Westerwald. Die Grafen unterhielten hier ein Amt, eine Kellerei und eine Zollschreiberei für die Zollstation an der Gadelheimer Mühle bei Ellar. In der ersten Hälfte des 15. Jahrhunderts setzte eine beschränkte städtische Entwicklung in Ellar ein.

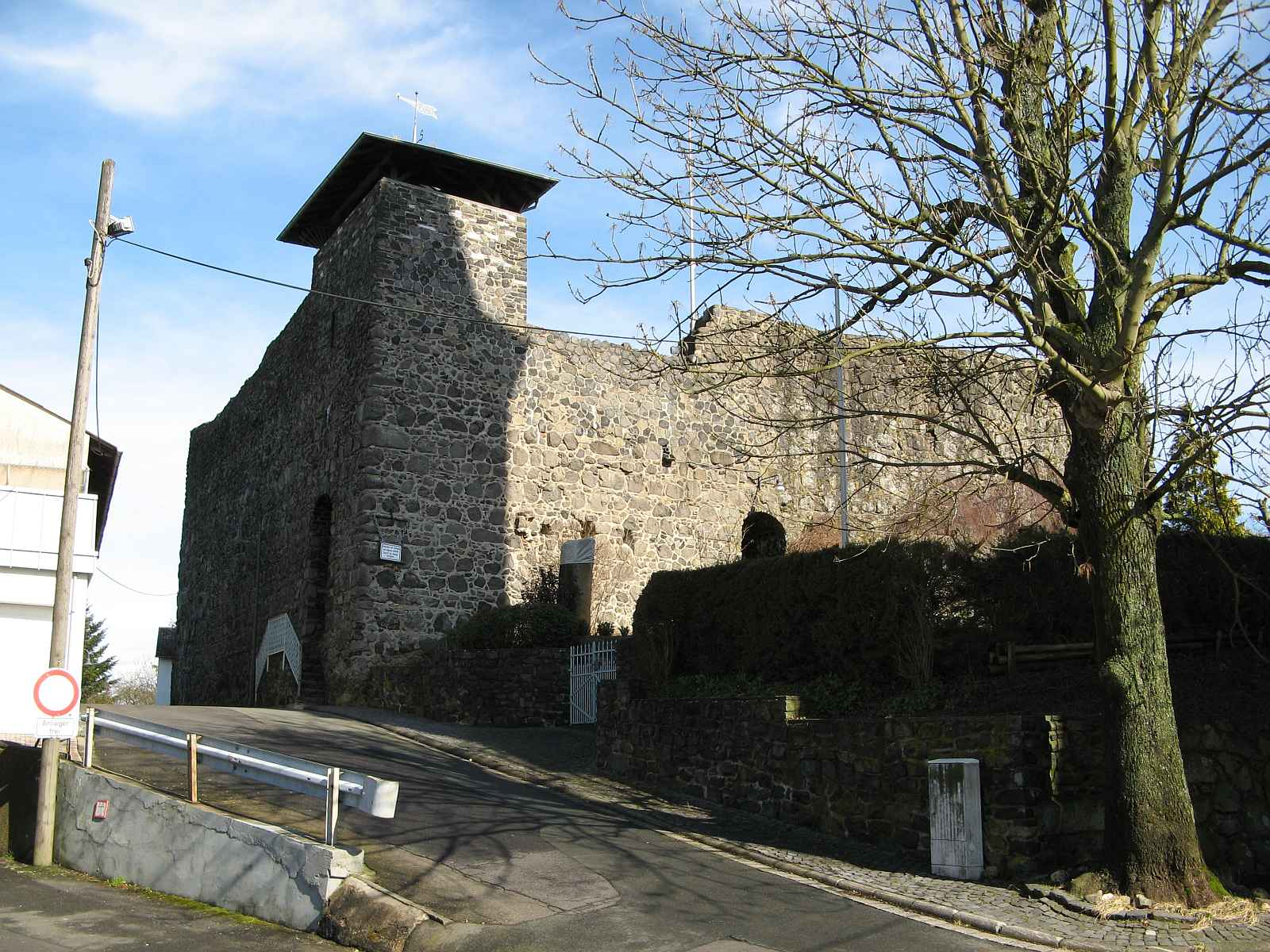
Die Burg Ellar bildete das Zentrum der mittelalterlichen Herrschaft Ellar

Nach dem Ende des Erbfolgestreits der Grafschaft Nassau-Hadamar erhielt, mit dem Schiedsspruch zu Bacharach, am 28. Juli 1408 das Haus Nassau-Dillenburg ein Drittel des Amtes Ellar, der Rest verblieb bei der Grafschaft Katzenelnbogen. An der Burg Ellar waren beide je zur Hälfte beteiligt. Ab 1435 richteten auch die nassauischen Grafen in Ellar ein Amt und eine Kellerei ein. Diese waren teilweise in Personalunion mit Amt und Kellerei Hadamar besetzt.
Mit dem Tod von Philipp von Katzenelnbogen 1479 starben die Grafen von Katzenelnbogen im Mannesstamm aus. Es kam zu einem lang anhaltenden Streit zwischen den Grafen von Nassau-Dillenburg und der Landgrafschaft Hessen um das reiche Erbe. Als nächster Verwandter Philipps ergriff Heinrich III. von Hessen Besitz des Erbes und übernahm die katzenelnbogischen Verwaltung.
Die hessischen Landgrafen verkauften 1535 die Hälfte ihres Anteiles vorübergehend an Kurtrier. Hieraufhin wurde durch Kurtrier ebenfalls ein Amtmann nach Ellar entsandt. Die nassauischen Grafen akzeptierten den Verkauf jedoch nicht und verboten ihrem Amtmann die Zusammenarbeit mit dem kurtrierischen Amtmann. Im Jahr 1554 erwarb die Landgrafschaft Hessen den kurtrierischen Anteil zurück.
Mit dem „Frankfurter Vertrag“ kam es 1557 zu einem endgültigen Vergleich im Katzenelnbogener Erbfolgestreit. Graf Wilhelm dem Reichen von Nassau-Dillenburg erhielt einen Entschädigungsanspruch von 600.000 Gulden. Für ein Viertel dieses Betrags konnte das Haus Nassau-Dillenburg alle, an die Landgrafschaft Hessen und die Grafschaft Katzenelnbogen, verpfändeten Gebiete einlösen. Dieses umfasste auch den hessischen Anteil am Amt Ellar da Nassau-Dillenburg, durch Erbschaft, seit 1386 Rechtsnachfolger der Grafschaft Diez war.
Johann VI. von Nassau-Dillenburg, der Sohn von Wilhelm von Nassau, führte ab 1570 in seiner Grafschaft die Reformation ein.

### Haus Nassau (Ottonische Linien) (1557–1815)
Bei der Erbteilung des Hauses Nassau-Dillenburg im Jahr 1607 wurde das Amt Ellar der neu gegründeten Grafschaft Nassau-Hadamar unter Graf Johann Ludwig zugeschlagen. Die nassauisch-ottonischen Herrscher blieben trotz Restitutionsedikt im Besitz ihrer Länder, nachdem Johann Ludwig 1629 in Wien zur römisch-katholischen Konfession konvertiert war. Im Jahr 1650 wurde die Grafschaft zum Fürstentum erhoben.
Mit dem Beginn des Dreißigjährigen Kriegs 1618 begann eine verheerende Phase für die Orte des Amts. Fast jährlich mussten die verschiedenen Kriegsparteien einquartiert werden, zudem musste die Bevölkerung erhebliche Sondersteuern tragen und Bestechungsgelder aufbringen. Ursache der Kriegslast war die Nähe zu den wichtigen Lahnübergängen und die anfängliche Neutralität der Grafschaft Nassau-Hadamar, die dazu führte, dass keine Kriegspartei das Gebiet schonte.
Im Jahr 1635 raubten spanisch/kaiserliche Truppen das seit 1491 verwendete Gerichtssiegel. In den folgenden Jahren wird das Amt Ellar zunehmend von Hadamar aus verwaltet. In Ellar war kriegsbedingt die ordentliche Verwaltung und Gerichtsbarkeit nicht mehr möglich.
Während der Wiederaufbauphase nach dem Krieg umfasste das Amt Ellar von bis 1664 wahrscheinlich auch das Kirchspiel Wilmenrod. Im Jahr 1650 wurde die Grafschaft Nassau-Hadamar zum Fürstentum erhoben.
Nach dem Aussterben des Hauses Nassau-Hadamar (1711) wurde das Fürstentum ab 1717 mehrfach zwischen den übrigen ottonischen Linien des Hauses Nassau geteilt. Von dieser Teilung war das Amt Ellar betroffen. Die Zente Niederzeuzheim wurde dem Amt Hadamar angeschlossen und fiel an Nassau-Siegen (katholisch). Die Zente Elsoff wurde dem Amt Stuhlgebiet (Sitz in Rennerod) angeschlossen und fiel an Nassau-Diez. Die verbleibenden beiden Zenten Frickhofen und Lahr wurden mit dem Amt Mengerskirchen zum kombinierten Amt Mengerskirchen-Ellar mit Sitz in Mengerskirchen zusammengefasst. Dieses fiel an das Haus Nassau-Dillenburg. Dadurch endete das mittelalterliche Amt Ellar.
Im Jahr 1736 beteiligen sich die Einwohner von fünfzehn Orten des Amts Mengerskirchen-Ellar am Klöppelstreit, einen Aufstand gegen den Landesherren in Dillenburg. Ursache war die Kriegssteuer, die Fürst Christian von Nassau-Dillenburg den Dörfern auferlegt hatte. Die Bauern jagten die Pfändungsbeamten aus den Dörfern. Ungefähr 1600 Bauern versammelten sich zu einem Heerlager am Seeweiher Mengerskirchen. Vieh und bewegliches Vermögen hatten die Bauern über die nahen Grenzen in andere Herrschaften gebracht. Gleichzeitig riefen die Bauern das Reichskammergericht an. Das Gericht bestätigte am 13. Juni 1736 jedoch Christian von Nassau-Dillenburg in seinem Recht und verurteilte die Bauern zu einer Geldstrafe. Christian musste aber die Fürsten von Nassau-Weilburg um Hilfe bitten, um das Urteil zu vollstrecken.
Mit Aussterben der Linie Nassau-Dillenburg fiel das Amt Mengerskirchen-Ellar ab 1739 an Haus Nassau-Diez. Da es über die Erbfolge erhebliche Auseinandersetzungen im Haus Nassau gab, wurde für Wilhelm Hyazinth von Nassau-Siegen (katholisch) das Fürstentum Hadamar 1742/43 wiederhergestellt, ehe es 1743 endgültig an Nassau-Diez (Oranien-Nassau) als letzte ottonische Linie fiel.
Das Haus Oranien-Nassau übertrug die Geschäftsführung und Rechtsprechung im ehemaligen Fürstentum Nassau-Hadamar einem Amtskollegium aus drei Beamten mit Dienstsitz Hadamar, ehe 1775 die Ämter in den Grenzen der Teilung von 1717 wiederhergestellt wurden. In dieser Zeit war die Bezeichnung der entsprechenden Verwaltungseinheit (gemeinsam mit dem Amt Mengerskirchen) Amt Ellar-Mengerskirchen.

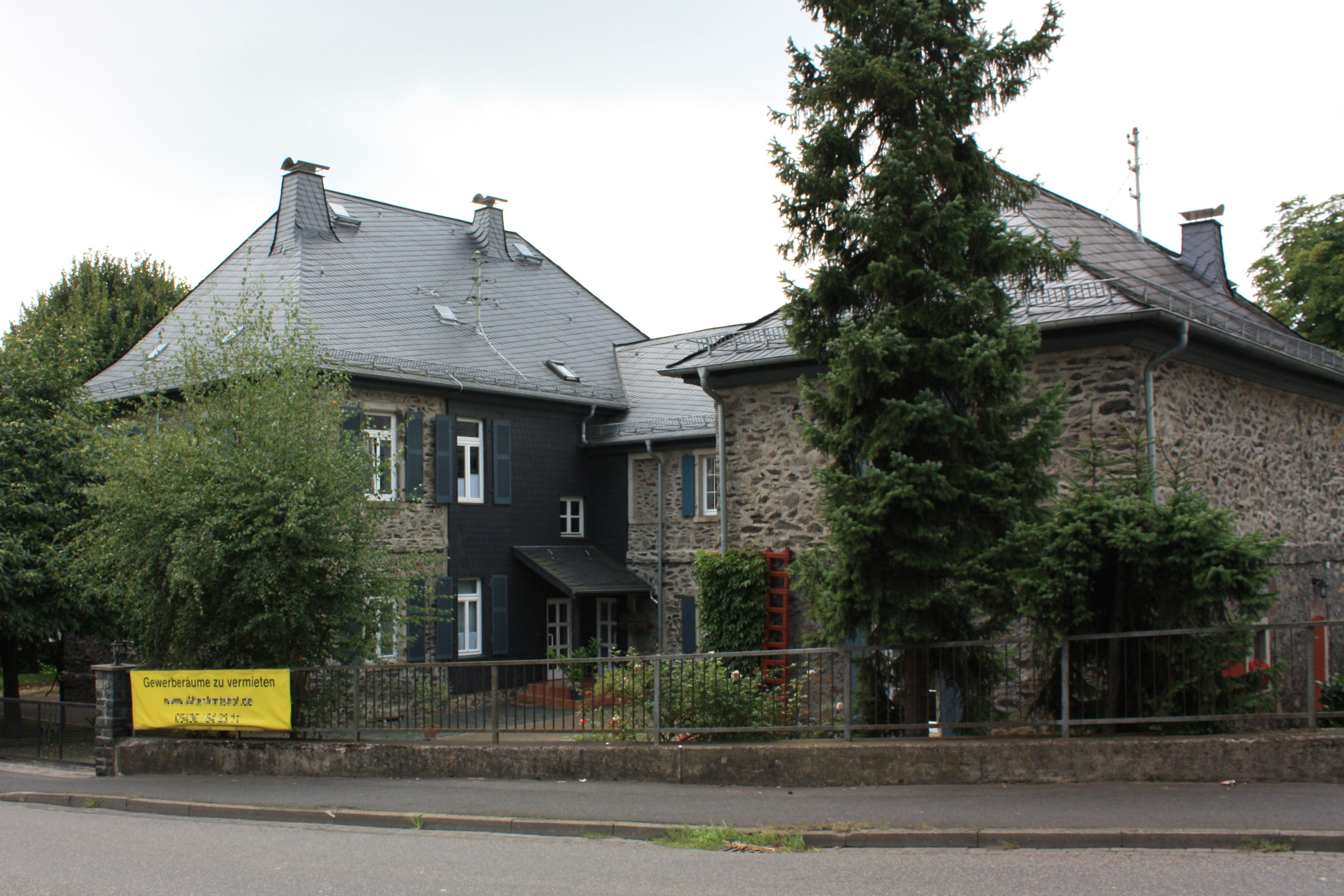
Der neue Amtshof in Dorchheim

Bei einer Verwaltungsreform der oranisch-nassauischen Gebiete in Deutschland wurde das Amt Ellar mit vorläufigem Dienstsitz Ellar 1790 wiederhergestellt. Es umfasste nur noch die Kirchspiele Frickhofen und Lahr. Das Amt wurde provisorisch in Ellar untergebracht. Als zukünftiger Dienstsitz wurde in Dorchheim an der ab 1780 erbauten „Mainzer Straße“ (heute B 54) ein Amtsgebäude erbaut. Durch die Wirren der Koalitionskriege wurde es jedoch nie für das Amt genutzt. Gleichzeitig wurde das Kirchspiel Elsoff dem Amt Mengerskirchen zugeordnet, das Kirchspiel Niederzeuzheim verblieb beim Amt Hadamar.
Im Jahr 1806 wurde das Amt Ellar in das Großherzogtum Berg eingegliedert. Die nassauische Amtsverfassung wurde durch die französische Mairieverfassung ergänzt. Die Ämter blieben als provisorische Verwaltungsstellen erhalten. Jedes Kirchspiel bildete eine Mairie. Die Marien Lahr und Frickhofen gehörten zum Canton Hadamar. Die Mairie Elsoff zum Canton Driedorf. Beide Cantone gehörte zum Arrondissement Dillenburg und damit zum Département Sieg.
Nach der Niederlage Napoléon Bonaparte in der Völkerschlacht bei Leipzig wurde die oranisch-nassauische Landeshoheit 1813 wiederhergestellt. Das Haus Oranien-Nassau tauschte seinen Besitz auf dem Westerwald jedoch schon auf dem Wiener Kongress 1815 mit dem Königreich Preußen gegen das Großherzogtum Luxemburg. Das Königreich Preußen übergab noch am selben Tag das Gebiet an das Herzogtum Nassau im Austausch gegen Gebiete um Wetzlar und Koblenz.

### Herzogtum Nassau (1815–1866)

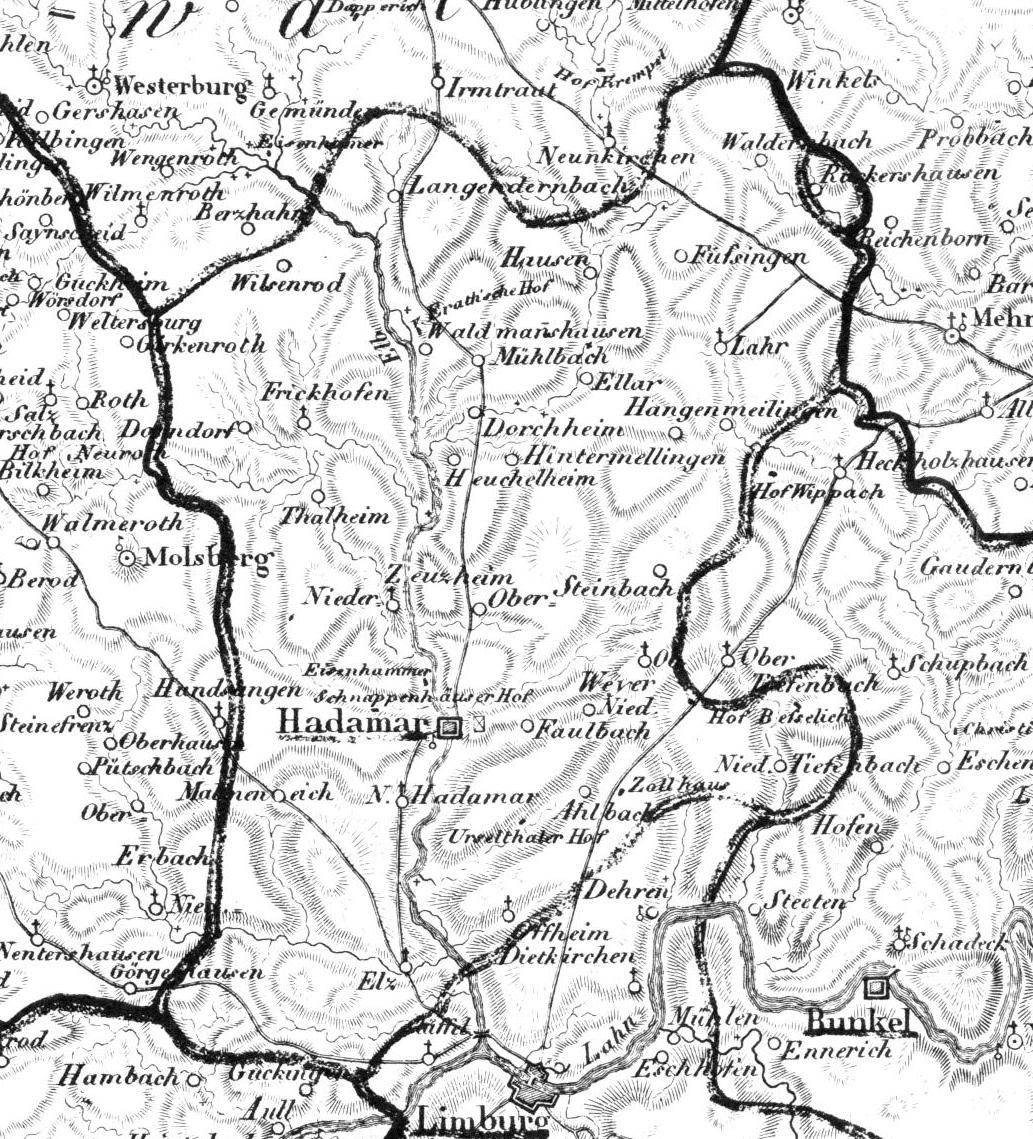
Karte des Amt Hadamar im Herzogtum Nassau

Bei der Neugliederung der Ämter im Herzogtum Nassau 1. Juli 1816 wurde das Amt Ellar mit dem Amt Hadamar vereinigt. Dienstsitz des neuen Amts wurde Hadamar. Das Kirchspiel Elsoff wurde dem Amt Rennerod zugeordnet. Alle Orte lagen im Inneren des Herzogtums, die hergebrachten Grenzen dienten nur noch als Gemarkungsgrenzen zwischen den Orten.
Seit 1838 gründeten die Orte des ehemaligen Amts Ellar zunehmend eigene Pfarreien. Hierdurch lösten sich die hergebrachten Kirchspiele auf. Die historischen Grenzen verloren endgültig ihre Bedeutung.

### Preußen und Moderne (1866–heute)

Das Wappen der Gemeinde Waldbrunn (Westerwald) basiert auf dem überlieferten Siegel des Landgericht Ellar und zeigt die Wappen der Grafschaft Katzenelnbogen und des Hauses Nassau

Das Wappen der Gemeinde Dornburg basiert auf dem überlieferten Siegel des Zentgerichts Frickhofen und zeigt die Wappen der Grafschaft Katzenelnbogen und des Hauses Nassau

Nach der Annexion des Herzogtums Nassau gehöre das Gebiet des Amts Ellar ab 1866 wieder zum Königreich Preußen. Dort gehörte es der Provinz Hessen-Nassau und dem Regierungsbezirk Wiesbaden an. Durch die preußische Kreis- und Provinzialordnung die nassauische Ämterteilung aufgehoben. Dieses bedeutete die endgültige Trennung von Verwaltung und Rechtsprechung. Die Landesverwaltung wurde den Landräten übertragen, den Amtsgerichten verblieb nur noch die ordentliche Rechtsprechung.
Das Amt Hadamar mit den ehemaligen Kirchspiel Lahr, Frickhofen und Niederzeuzheim wurden dem Oberlahnkreis zugeordnet. Das Amt Rennerod mit dem Kirchspiel Elsoff dem Oberwesterwaldkreis.
Mit der Kreisreform zum 1. April 1886 wurde das Amt Rennerod dem Kreis Westerburg und das Amt Hadamar dem Landkreis Limburg zugeordnet. Der Ort Waldernbach verblieb jedoch beim Oberlahnkreis.
Am 1. August 1932 wurde der Kreis Westerburg aufgelöst, die Orte des ehemaligen Kirchspieles Elsoff gehörten wieder zum Oberwesterwaldkreis.
Nach dem Ersten Weltkrieg verlief, gemäß dem Friedensvertrag von Versailles die Grenze des entmilitarisierten Streifens des Rheinlands durch das ehemalige Amt Ellar. Truppen der deutschen Reichswehr waren in den östlichen Orten von 1919 bis 1924 stationiert. In den westlichen Orten waren amerikanische und französische Truppen stationiert.
Nach dem Zweiten Weltkrieg fiel der Oberwesterwaldkreis in die französische Besatzungszone, der Kreis Limburg in die amerikanische Besatzungszone.

## Organisation
An der Spitze des Amtes stand der vom Landesherrn eingesetzte Amtmann. Dem Amtmann oblag die Verwaltung des Amts. In Zeiten, in denen das Amt gleichzeitig in anteiligen Besitz mehrerer Landesherren war, verfügte jeder Landesherr über einen eigenen Amtmann.
Der Amtmann wurde durch den Landschreiber verstärkt. Dieser wurde auch als Amtsgehilfe oder Amtsschreiber bezeichnet. Weiterhin unterstanden dem Amtmann ein bis zwei Landknechte denen der Polizeidienst übertragen war.
Der Amtmann war zugleich Vorsitzender des Landgerichts, das zusätzlich aus sieben bis zwölf Schöffen bestand. Das Landgericht war zweite Instanz. Zwischen der Reformation und Dreißigjährigen Krieg erfolgte der Übergang vom fränkischen Gewohnheitsrecht zum kodifizierten römischen Recht. Damit einher ging eine Änderung des Prozessablaufs. Waren im Mittelalter und der frühen Neuzeit noch mündliche Verfahren üblich, wurden nach dem Dreißigjährigen Krieg die Entscheidungen in schriftlicher Verhandlung getroffen.
Bis ins 16. Jahrhundert sind für jede Zente noch Centschultheiße nachweisbar, die jeweils in ihrer Zente, in erster Instanz, die Rechtsprechung ausübten. Die Centschultheiße wurden meist von vier bis sieben Schöffen unterstützt. Ab dem 16. Jahrhundert wurde der Titel Centschultheiß nur noch für den Amtmann in Ellar verwendet.
Die Kellerei (Finanzverwaltung) oblag einem besonderen Beamten der als Keller oder Kellner bezeichnet wurde. Oft waren die Kellereien in Ellar und Hadamar mit einem gemeinsamen Keller besetzt. Der Straßenzoll wurde vom Zollschreiber erhoben. Nach dem Dreißigjährigen Krieg gingen die Landesherren dazu über die Zollstation an der Gadelheimer Mühle zu verpachten, wodurch das Amt wegfiel.
In den Orten wurden Heimberger als Herrschaftsbürgermeister eingesetzt. Diese wurden von gewählten Vertretern beraten.

## Übersicht der Orte
| Kirchspiele: | Lahr                                                                                       | Frickhofen                                                                                               | Niederzeuzheim                                                                                  | Elsoff                                        |
| ------------ | ------------------------------------------------------------------------------------------ | --- | ----------------------------------------------------------------------------------------------- | --------------------------------------------- |
| Orte         | - Ellar - Hausen - Fussingen - Waldernbach - Lahr - Hintermeilingen                        | - Frickhofen - Dorndorf - Langendernbach - Dorchheim - Mühlbach - Waldmannshausen - Wilsenroth (ab 1668) | - Niederzeuzheim - Hadamar (bis 1320) - Thalheim - Oberzeuzheim - Heuchelheim - Hangenmeilingen | - Elsoff - Mittelhofen - Oberrod - Westernohe |
| Wüstungen    | - Oberlahr - Brechelbach - Breitenbach - Winnau - Reynderoytchen - Graleshofen - Oberndorf | - Auenrode - Gernsbach - Oberludenhausen - Sleyen                                                        |                                                                                                 | - Holzmenningen                               |